# Jack Dunphy
John Paul Jack Dunphy (* 22. August 1914 in Atlantic City, New Jersey; † 26. April 1992 in New York City) war ein US-amerikanischer Tänzer, Romancier und Dramatiker, bekannt durch seine langjährige Beziehung zu Truman Capote.

## Leben
Dunphy wuchs in Philadelphia auf, studierte Tanz und heiratete 1939 die Tänzerin Joan McCracken (1917–1961). Er war längere Zeit mit der Truppe von George Balanchine auf Tournee, darunter 1941 durch Südamerika. Zusammen mit seiner Frau wirkte er 1943 in der Broadway-Produktion des Musicals Oklahoma! mit. 1951 wurde die Ehe wieder geschieden.
1948 begegnete Dunphy erstmals Truman Capote, mit dem er 1950 ein Haus in Taormina auf Sizilien kaufte, das zuvor dem Schriftsteller D. H. Lawrence gehört hatte. Das Paar blieb bis zu Capotes Tod zusammen, der Dunphy in seinem Testament als Alleinerben einsetzte.

## Darstellung in Filmen
In dem Film Capote (2005) wurde Dunphy von dem Schauspieler Bruce Greenwood verkörpert, in dem Film Kaltes Blut – Auf den Spuren von Truman Capote (2006) von John Benjamin Hickey.

## Werke (Auswahl)
- John Fury, 1946
- Friends and Vague Lovers, 1952
- Nightmovers, 1967
- An Honest Woman, 1971
- First Wine, 1982
- Dear Genius: A Memoir of My Life With Truman Capote, New York: McGraw-Hill Inc. 1987
- The Murderous McLaughlins, 1988